# ليستير برينكلي
ليستير برينكلي (بالإنجليزية: Lester Brinkley)‏ هو لاعب كرة قدم أمريكية أمريكي، ولد في 13 مايو 1965 في رولفيل في الولايات المتحدة، وتوفي في 7 يوليو 2002 في هيوستن في الولايات المتحدة.

## وصلات خارجية
- ليستير برينكلي على موقع مرجع كرة القدم المحترفة.كوم (الإنجليزية)